# Valentin Bratoev
Valentin Saškov Bratoev (in bulgaro Валентин Сашков Братоев?; Sofia, 21 ottobre 1987) è un pallavolista bulgaro.
Gioca nel ruolo di schiacciatore nel Tannourine Club. Ha un fratello gemello Georgi Bratoev, anch' egli pallavolista.

## Palmarès

### Club
- Campionato bulgaro: 1

2008-09
- Campionato italiano: 1

2010-11
- Coppa di Germania: 1

2013-14
- Campionato mondiale per club: 1

2010
- Champions League: 1

2010-11

### Nazionale (competizioni minori)
- Giochi europei 2015